# Lithobates sphenocephalus
Lithobates sphenocephalus es una especie de anfibio anuro de la familia Ranidae.

## Distribución geográfica
Esta especie es originalmente endémica del sudeste y este de los Estados Unidos. Fue introducida en las Bahamas.

## Subespecies
Subespecies según Frost, McDiarmid & Mendelson, 2008:
- Lithobates sphenocephalus sphenocephalus (Cope, 1886)
- Lithobates sphenocephalus utricularius (Harlan, 1826)

## Descripción
Esta especie mide hasta 90 mm. Su color es generalmente verde o marrón claro, con manchas de color marrón oscuro o negro (que le da el nombre vernáculo inglés Southern Leopard Frog).

## Publicaciones originales
- Cope, 1886 : Synonymic List of the North American Species of Bufo and Rana, with Descriptions of Some New Species of Batrachia, from Specimens in the National Museum. Proceedings of the American Philosophical Society, vol. 23, n.º 124, p. 514-526[5]
- Harlan, 1826 : Descriptions of several new species of batracian reptiles, with observations on the larvae of frogs. American Journal of Science and Arts, vol. 10, p. 53-65